# The Angel and the Dark River
The Angel and the Dark River treći je studijski album britanskog doom metal-sastava My Dying Bride. Diskografska kuća Peaceville Records objavila ga je u travnju 1995. Ponovno izdanje iz 1996. sadrži jednu bonus pjesmu "The Sexuality of Bereavement" i bonus CD Live at the Dynamo. CD uživo je snimljen tijekom njihovog nastupa na Dynamo festivalu 1995.
Pet od šest pjesama s albuma pojavljuje se na VHS-u i DVD-u For Darkest Eyes.

## Pozadina
Po prvi put u povijesti sastava, gitarist Andrew Craighan bio je jedini skladatelj albuma My Dying Bride. Mnoge ideje za pjesme na The Angel and the Dark River dovršene su tijekom snimanja albuma u studiju Academy. Craighan navodi "The Cry of Mankind" kao primjer: "imali smo vokale, imali smo tu gitarsku liniju [repetitivna arpeggio gitara u pozadini Calvina Robertshawa], imali smo bubnjeve i bas. Druga gitarska linija, teža gitarska linija, nije postojala."

## Glazba
Aaron Stainthorpe u potpunosti je izbacio svoj death growl, a sviranje violine i klavijature Martina Powella činilo je osnovu oko koje je izgrađen ostatak aranžmana.

## Teme tekstovi
Gitarist Andrew Craighan rekao je da su "jako pristali na ideje o magli i dvorcima. Sve te tipične engleske stvari. Konstantno pada kiša. A ovdje je uvijek tmurno. Uvijek je hladno. Uvijek je jadno. Mi zapravo nekako uživamo u tome na bolestan način, tako da pisati o tome i pjevati o tome nije ništa novo."

## Turneja i promocija
My Dying Bride pozvao je Stevea Harrisa da budu predgrupa na europskoj turneji Iron Maidena. Harris je sam uputio pozivnicu, telefonirajući Andrewa Craighana da mu kaže kako misli da su The Angel and the Dark River "ubojiti album". Peaceville je kasnije reizdao ploču u ograničenom dvostrukom CD izdanju, s alternativnom obradom i dodatnim diskom s njihovim nastupom uživo na Dynamo Open Airu iz 1995. O koncertu je gitarist MDB-a Andrew Craighan otkrio:

## Popis pjesama
| 1.    | »The Cry of Mankind«   | 12:13 |
| 2.    | »From Darkest Skies«   | 7:48  |
| 3.    | »Black Voyage«         | 9:46  |
| 4.    | »A Sea to Suffer In«   | 6:31  |
| 5.    | »Two Winters Only«     | 9:01  |
| 6.    | »Your Shameful Heaven« | 6:59  |
| 52:18 |                        |       |

| Bonus pjesma | Bonus pjesma                   | Bonus pjesma | Bonus pjesma | Bonus pjesma | Bonus pjesma | Bonus pjesma | Bonus pjesma | Bonus pjesma | Bonus pjesma |
| Br.          | Skladba                        | Trajanje     |              |              |              |              |              |              |              |
| ------------ | ------------------------------ | ------------ | ------------ | ------------ | ------------ | ------------ | ------------ | ------------ | ------------ |
| 7.           | »The Sexuality of Bereavement« | 8:04         |              |              |              |              |              |              |              |
| 60:22        |                                |              |              |              |              |              |              |              |              |

| Bonus pjesme iz Dynamo Festivala | Bonus pjesme iz Dynamo Festivala | Bonus pjesme iz Dynamo Festivala | Bonus pjesme iz Dynamo Festivala | Bonus pjesme iz Dynamo Festivala | Bonus pjesme iz Dynamo Festivala | Bonus pjesme iz Dynamo Festivala | Bonus pjesme iz Dynamo Festivala | Bonus pjesme iz Dynamo Festivala | Bonus pjesme iz Dynamo Festivala |
| Br.                              | Skladba                          | Trajanje                         |                                  |                                  |                                  |                                  |                                  |                                  |                                  |
| -------------------------------- | -------------------------------- | -------------------------------- | -------------------------------- | -------------------------------- | -------------------------------- | -------------------------------- | -------------------------------- | -------------------------------- | -------------------------------- |
| 1.                               | »Your River«                     | 8:13                             |                                  |                                  |                                  |                                  |                                  |                                  |                                  |
| 2.                               | »A Sea to Suffer In«             | 6:21                             |                                  |                                  |                                  |                                  |                                  |                                  |                                  |
| 3.                               | »Your Shameful Heaven«           | 6:21                             |                                  |                                  |                                  |                                  |                                  |                                  |                                  |
| 4.                               | »The Forever People«             | 4:52                             |                                  |                                  |                                  |                                  |                                  |                                  |                                  |
| 25:47                            |                                  |                                  |                                  |                                  |                                  |                                  |                                  |                                  |                                  |

## Recenzije
U listopadu 2011., The Angel and the Dark River nagrađen je zlatnom pločom IMPALE za prodaju najmanje 75.000 primjeraka diljem Europe.
U ožujku 2023. Rolling Stone rangirao je prvu pjesmu s albuma, "The Cry of Mankind", kao pedeset sedmu najbolju metal-pjesmu svih vremena.

## Zasluge
| My Dying Bride - Aaron Stainthorpe – vokal, naslovnica albuma, fotografije - Andrew Craighan – gitara - Calvin Robertshaw – gitara - Ade Jackson – bas-gitara - Martin Powell – klavijature, violina - Rick Miah – bubnjevi | Ostalo osoblje - Mags – inženjer zvuka, produkcija - Mayking – mastering |